# جبل آغ داغ
جبل أغ داغ أو أق داغ (بالفارسية: آغ داغ) هي أعلى قمة في سلسلة جبال بوزقوش (في مقاطعة أذربيجان الشرقية) وارتفاعها 3306 مترًا.